# Patrick Musimu
Patrick Musimu (Kinsasa, 10 de diciembre de 1970 - Bruselas, 21 de julio de 2011) fue un deportista belga de origen congoleño.
Licenciado en fisioterapia, poseyó el récord del mundo de submarinismo en no limit (categoría apnea) con una profundidad de 209 m, conseguida en mayo de 2005 en Egipto. Sin embargo, este récord no fue homologado por la estructura oficial normalmente reconocida por los apneístas, la AIDA , pero sí por la federación Underwater World. La marca de Musimu fue superada por Herbert Nitsch en junio de 2007 que llegó en Spetses, Grecia, a una profundidad de -214 m

## Su método personal
Patrick Musimu ha puesto en práctica una técnica particular que le permite alcanzar grandes profundidades sin sufrir los problemas de la presión en los tímpanos que encuentran otros apneístas. Esta técnica consiste en que a -40 m deja que sus senos paranasales se llenen de agua.
Su método personal es equilibrar sus tímpanos, no soplando como hacen los otros submarinistas, sino inspirando agua por la nariz. La nariz está conectada con los oídos por la trompa de Eustaquio, así llenando la nariz, y sobre todo controlando la dilatación de las trompas de eustaquio (lo que le permite agrandar su diámetro), puede inundar el oído interno consiguiendo el equilibrio de la presión de las dos partes del tímpano.
Los diferentes problemas de este método provienen del hecho de que el oído interno no está concebido para ser inundado, por lo que puede provocar problemas auditivos, pérdida del equilibrio (ya que el órgano del equilibrio se encuentra en esta zona) e infección del oído debida a las bacterias que puede contener el agua.

## Récords personales
- no limit: -209.60 m, Egipto, 2005
- peso variable: -120 m, México, 2002
- peso constante: -87 m, República Dominicana, 2002
- apnea libre: -65 m, Bélgica, 2000
- apnea estática: 7 min 21 s